# 942 هـ
942 هـ هي سنة في التقويم الهجري امتدت مقابلةً في التقويم الميلادي بين سنتي 1535 و1536.

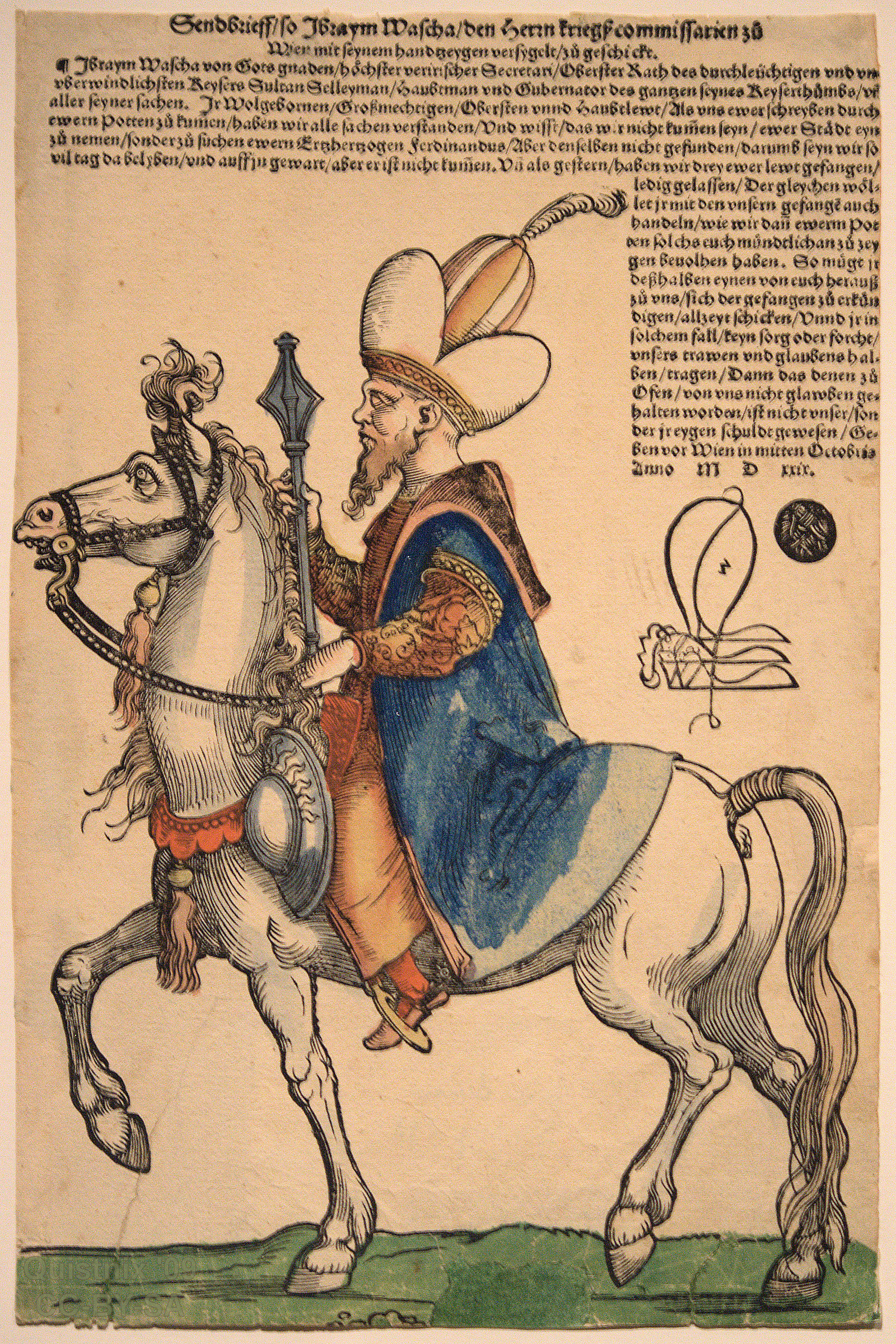
إبراهيم باشا الفرنجي

## وفيات
- إبراهيم باشا الفرنجي
- خواند مير
- محمد بن يوسف الصالحي الشامي
- أهلي الشيرازي